# Un día en Nueva York
Un día en Nueva York (título original en inglés, On the Town) es una película producida por la MGM en 1949, basada en el musical homónimo compuesto por Leonard Bernstein en 1944.
Protagonizada por grandes estrellas de los musicales de la época, es considerada un clásico del cine estadounidense. Gene Kelly (que también codirige), Frank Sinatra y Jules Munshin interpretan esta historia de tres marineros que pasan un día en la ciudad de Nueva York, donde experimentan toda clase de aventuras. Ganó el Óscar por mejor partitura en 1949. Dirigida por Stanley Donen y el propio Kelly, esta película se puede enclavar dentro de las películas musicales más famosas al igual que Cantando bajo la lluvia o Un americano en París.
- Datos: Q32011